# Уошито (приход)
Уо́шито (англ. Ouachita Parish, фр. Paroisse d'Ouachita) — приход штата Луизиана, США. Официально образован в 1807 году. По состоянию на 2013 год, численность населения составляла 156 220 человек.

## История
Название округа произошло от реки Уошито (ранее Washita), которое, в свою очередь, произошло от индейского племени уичита.

## География
По данным Бюро переписи США, общая площадь прихода равняется 1636,882 км2, из которых 1579,902 км2 — суша, и 54,390 км2, или 3,400 %, — это водоёмы.
Согласно проведённой в 2020 году переписи населения США, крупнейшие города прихода: Монро (47 702 жителей) и Уэст-Монро (13 103).

## Население
По данным переписи населения 2000 года на территории прихода проживает 147 250 жителей в составе 55 216 домашних хозяйств и 38 319 семей. Плотность населения составляет 93,00 человека на км2. На территории прихода насчитывается 60 154 жилых строения, при плотности застройки около 38,00-ми строений на км2. Расовый состав населения: белые — 64,48 %, афроамериканцы — 33,63 %, коренные американцы (индейцы) — 0,23 %, азиаты — 0,64 %, гавайцы — 0,03 %, представители других рас — 0,33 %, представители двух или более рас — 0,67 %. Испаноязычные составляли 1,19 % населения независимо от расы.
В составе 34,20 % из общего числа домашних хозяйств проживают дети в возрасте до 18 лет, 47,70 % домашних хозяйств представляют собой супружеские пары, проживающие вместе, 17,90 % домашних хозяйств представляют собой одиноких женщин без супруга, 30,60 % домашних хозяйств не имеют отношения к семьям, 25,80 % домашних хозяйств состоят из одного человека, 9,30 % домашних хозяйств состоят из престарелых (65 лет и старше), проживающих в одиночестве. Средний размер домашнего хозяйства составляет 2,58 человека, и средний размер семьи 3,12 человека.
Возрастной состав прихода: 27,90 % — моложе 18 лет, 12,00 % — от 18 до 24, 27,90 % — от 25 до 44, 20,30 % — от 45 до 64, и 20,30 % — от 65 и старше. Средний возраст жителя прихода — 32 года. На каждые 100 женщин приходится 89,30 мужчин. На каждые 100 женщин старше 18 лет приходится 84,50 мужчин.
Средний доход на домохозяйство прихода составлял 32 047 USD, на семью — 40 206 USD. Среднестатистический заработок мужчины был 31 616 USD против 23 139 USD для женщины. Доход на душу населения составлял 17 084 USD. Около 15,80 % семей и 20,70 % общего населения находились ниже черты бедности, в том числе — 29,70 % молодёжи (тех, кому ещё не исполнилось 18 лет) и 15,80 % тех, кому было уже больше 65 лет.